# Коссано-Канавезе
Коссано-Канавезе (італ. Cossano Canavese, п'єм. Cossan) — муніципалітет в Італії, у регіоні П'ємонт,  метрополійне місто Турин.
Коссано-Канавезе розташоване на відстані близько 530 км на північний захід від Рима, 45 км на північний схід від Турина.
Населення — 514 осіб (2014).
Щорічний фестиваль відбувається першого тижня серпня, першого тижня жовтня. Покровитель — святий Степан primo Martire.

## Демографія
Населення за роками:

Станом на 1 січня 2023 року в муніципалітеті офіційно проживало 19 іноземців з 6 країн, серед них 15 громадян країн Євросоюзу.

## Сусідні муніципалітети
- Борго-д'Але
- Боргомазіно
- Каравіно
- Сеттімо-Роттаро